# 普斯托維特 (基輔州)
49°40′21″N 30°52′12″E / 49.67250°N 30.87000°E
普斯托維特（羅馬化：Pustovity）是位於烏克蘭北部的村莊，由基辅州奧布希夫區的米羅尼夫卡市鎮負責管轄。該村始建於1590年，面積65.8平方公里，海拔高度145米，2001年人口1,177，人口密度每平方公里17.9人。